# 新华路街道 (芦台开发区)
新华路街道，行政上由中华人民共和国河北省唐山市路南区下辖，是唐山市在天津市的一块飞地——芦台经济技术开发区内的一个街道办事处。

## 行政区划
新华路街道下辖以下地区：
第一社区、第二社区、第三社区、第四社区、第五社区、河东社区、永兴社区、广安社区和工业区社区。